# Sphodrosaurus
Sphodrosaurus is een geslacht van uitgestorven basale archosauriforme reptielen uit de New Oxfordformatie uit het Laat-Trias (niet de Brunswickformatie zoals aanvankelijk werd gesuggereerd) van Pennsylvania. 

## Naamgeving
De typesoort is Sphodrosaurus pennsylvanicus, benoemd en beschreven door Edwin H. Colbert in 1960. De geslachtsnaam is afgeleid van het Grieks sphodros, 'gewelddadig'. De soortaanduiding verwijst naar de herkomst uit Pennsylvania.
Het holotype, North Museum No. 2321, bestaat uit een gedeeltelijk skelet inclusief de achterkant van de schedel, de wervelkolom, alle ribben, alle achterpoten en een deel van de bovenste voorpoten.

## Fylogenie
Oorspronkelijk werd aangenomen dat Sphodrosaurus een lid was van de Procolophonidae, terwijl later werd aangenomen dat Sphodrosaurus een basaal lid was van de Diapsida, door de meeste auteurs, te beginnen met Sues et alii (1993), of een lid van de Rhynchosauria (Baird, 1986). 
In 2022 herbeschreven Ezcurra & Sues het holotype in detail en plaatsten het in een fylogenetische analyse met andere diapside reptielen uit het Trias, waar het werd gevonden als het meest basale lid van de doswellide.